# 楽園のトリル
『楽園のトリル』（エデンのトリル）は、藤田麻貴による日本の少女漫画作品。『月刊プリンセス』（秋田書店）にて連載された。単行本は全8巻（プリンセスコミックス）。

## あらすじ
自他ともに「不幸体質」と認める鹿谷律は、高校入学を機に不幸体質脱出を目指すが、ある日、超問題児・篁映里を踏んでしまう。ストレスから解放されるために寮に入った律は、そのせいでさらなる受難を被ることになる。

## 登場人物
鹿谷 律（かのや りつ）
皇稜学園普通科1年。16歳。
自他ともに認める不幸体質で、お嬢様育ちの母親や双子の弟の面倒を見ていたせいで胃潰瘍になり、両親の転勤を機に寮にはいることを決める。しかし女子寮（月花寮）が空いていなく、特別寮（天宮館）に入ることとなり、同時に音楽科声楽専攻に転科。天宮館では「ペア制度」がとられていて、ペアは篁映里となった。
鈴に歌わないでと言われたことや母の音楽嫌いが原因で人の前では歌えなくなった。
篁 映里（たかむら えいり）
皇稜学園音楽科ピアノ専攻2年。ペアは鹿谷律。
コンクールでも入賞するほどの天才だが、授業をサボったり、女の子をとっかえひっかえしたりする、問題児である。律の以前にペアを組んだものもいたが、いずれも1日と持たなかった。この原因を奈良は、「映里クンの視界に入らなかったから」と説明している。
昔箱に閉じ込められ、その際声を出したら悪いことが起こると言われたため、その言葉が嘘だと解かっても暫く声が出なかったことがある。以来、暗所閉所恐怖症になり、夜は電気をつけて寝ている。
昔なついていた人に自作の曲を盗まれ腐ってしまった。
奈良 秀嗣（なら　ひでつぐ）
皇稜学園普通科3年で、天宮館の寮長。ペアは小野啓太。
親が篁の会社の秘書室で働いているため、一番映里と年が近いため映里の世話役になった。映里の悪行を寮長権限で揉み消していたが、それも自分の卒業までであるため、彼を管理できる人間を探していたところ、律に出会う。
小野啓太（おのけいた）
皇稜学園情報科2年。ペアは奈良秀嗣。
鹿谷 大樹（かのや ひろき）
律の義弟。律が好き。空手の有段者。
鈴（りん）
律の双子の妹。両親の離婚後ピアニストの父親に引き取られる。律に歌の才能があることがうらやましかった。
鹿谷 芙美（かのや ふみ）
旧姓八十島。八十島産業の社長令嬢だったものの、周囲の反対を押し切り律達の父親と結婚。離婚後、情緒不安定な時期があったものの、実家に頼ることなく再婚までの6年間律を育ててきた。音楽が嫌い。
伊勢（いせ）
皇稜の先生で皇稜の卒業生。在学時は天宮館にいた。専攻はピアノだったが1年の後期から声楽へ。当時天狗になっていた状態で、ペアの人への暴言を悔やんでいる。理事長曰く、見かけはペテン師ぽく、会議にはあまり出ず、職務質問されることもあるらしいが良い先生らしい。
篁 円慈（たかむら えんじ）
映里の次兄。事務所の人間が飼っている蛙がリッツという名前で、なぜか律りことを思い出すらしく、律のことを「かえるのりっちゃん」と呼んでいる。律にその蛙の画像を添付したメールを送ることもしばしば。
映里の作った曲をアレンジして完成させている。
篁 宗千（たかむら むねゆき）
映里の長兄。篁家の次期当主として幼い頃から帝王学を学ぶ。円慈曰く、話すと心が折れる。超現実主義で、我が道をいく映里と話がかみ合わないことも。兄弟から2人も音楽の道を進むことをよく思っていない。
文屋（ふみや）
宗千の秘書。
律の実父
理事長と知り合いで律の様子を聞いていた。

## 皇稜学園高等部
普通科・音楽科・情報科があるが、基本的にはそれぞれ専門の棟に分かれているため、アンテナが低ければ他の科のことはまるで分からない。通学困難者のために寮が完備されていて、男子寮（日輪寮）・女子寮（月花寮）・特別寮（天宮館）の3つがある。

### 天宮館
「やんごとなき血筋の方々」が「凡人に見下ろされるのは我慢がならない」と言ったために山の頂上に造られており、映里に教えられるまでエレベータの存在を知らなかった律は長い階段を毎日上り下りしていた。プライベートを重視する造りになっていて、自室でほとんどのことは済ませられる。シェフがいるが自炊は可能である。ペア同士は同室。メイドがいる。選ばれた生徒しか入れないとされているが、女子寮がいっぱいのため律はここに入ることとなった。